# Eremiaphila audouini
Eremiaphila audouini è una specie di mantide religiosa appartenente al genere Eremiaphila.